# Franciszkanki Maryi Nieustającej Pomocy
Zgromadzenie Sióstr Franciszkanek Maryi Nieustającej Pomocy (łac. Congregatio Sororum S. Francisci a Perpetuo Seccursu BMV) – żeńskie katolickie zgromadzenie zakonne założone w 1893 roku w Budapeszcie przez matkę Annę Brunner.
Wspólnota jest zgromadzeniem na prawie diecezjalnym, obecnie podlega ordynariuszowi diecezji opolskiej.

## Historia
Powstanie zgromadzenia wiąże się z działalnością austriackiej zakonnicy Anny Brunner na Węgrzech pod koniec XIX w. Siostra Brunner ze Zgromadzenia Sióstr św. Krzyża w Linzu od 1890 roku opiekowała się chorą hrabiną Georginą Edelmuth. Widząc złą opiekę medyczną nad chorymi katolikami, zaczęła organizować pomoc, skupiając wokół siebie dziewczęta ze Śląska. Działalność spotykała się z nieprzychylnością ze strony lekarzy wyznania kalwińskiego. Ze względu na austriackie pochodzenie siostry dochodziło również do szykan. Mimo wdzięczności chorych siostry zostały zmuszone do zaprzestania pracy w klinice. W ramach akcji madziaryzacji życia społecznego starano się osłabić autorytet matki Brunner. Węgierskie władze kościelne przeprowadziły wizytację kanoniczną domu. Chciano narzucić nową przełożoną węgierskiego pochodzenia. 25 czerwca 1901 roku władze świeckie wydały m. Brunner administracyjny nakaz opuszczenia Węgier.

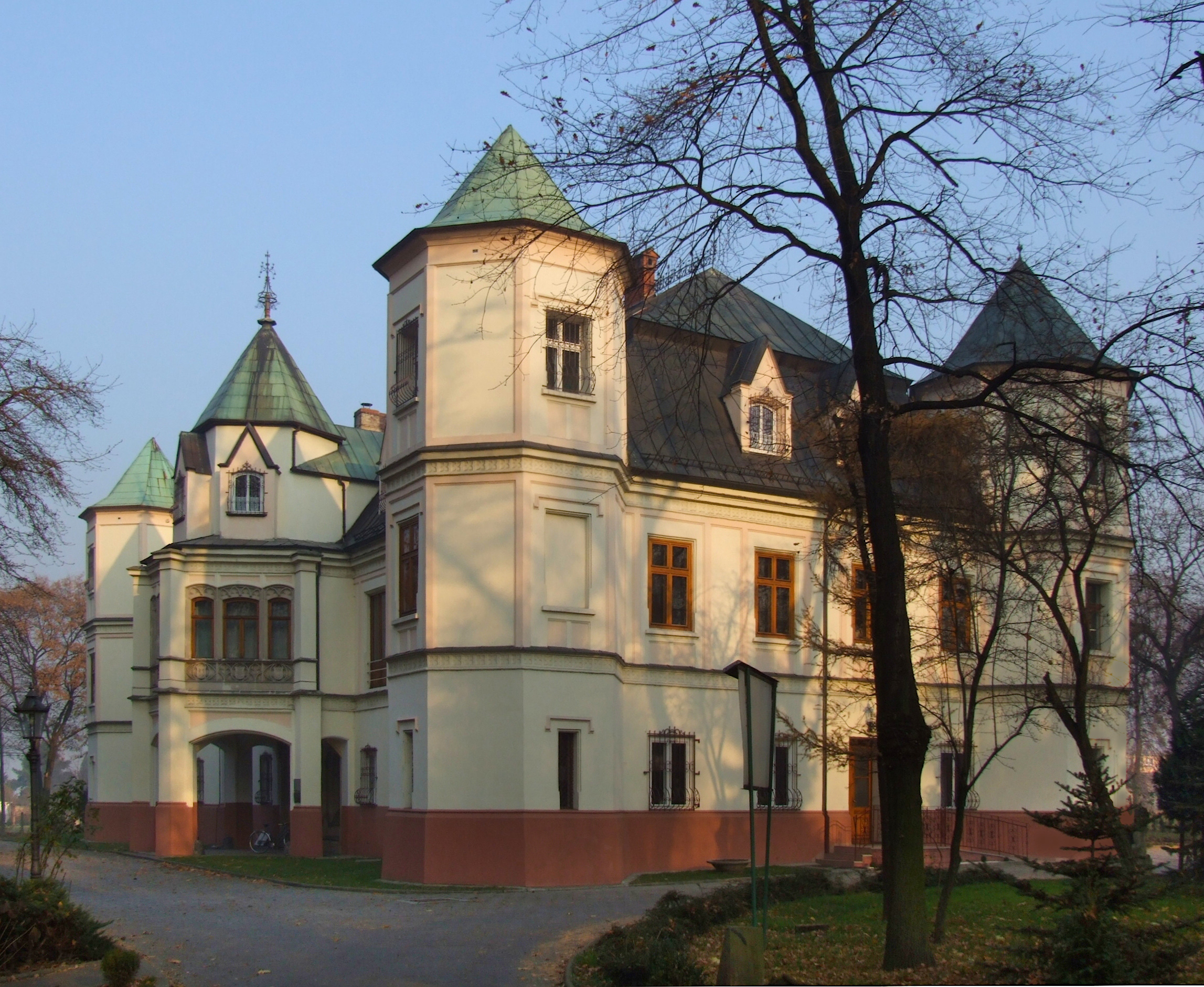
Dom generalny w Krzyżanowicach

Siostry wyjechały do Ostrawy na terenie archidiecezji wrocławskiej. Po założeniu domu w 1907 roku przyjęły pierwszych nieuleczalnie chorych. Matka Brunner zmarła 23 kwietnia 1911 roku. W 1926 roku siostry otworzyły duży dom dla 120 chorych w Przywozie. W 1930 roku siostry kupiły pałac w Krzyżanowicach i urządziły w nim kolejny duży dom dla chorych. W tym samym roku otwarto placówkę w Luboszycach koło Opola. W 1931 otwarto dom dla chorych mężczyzn w Paczkowie. Kardynał Adolf Bertram zatwierdził zgromadzenie na prawie diecezjalnym 29 marca 1932 roku. Zgromadzenie rozrastało się. Otwierano nowe domy zakonne na terenie Czech. Franciszkanki podejmowały pracę w szpitalach oraz były czynne w pielęgniarstwie otwartym. Do wybuchu II wojny światowej powstały domy we Wrocławiu przy ul. Grunwaldzkiej 104, w Pietrowicach oraz w Gosławicach koło Opola.
W trakcie wojny pod gruzami kościoła św. Krzyża we Wrocławiu zginęły dwie siostry. Znacznemu zniszczeniu uległ klasztor w Krzyżanowicach. Zgromadzenie, wychodząc naprzeciw społeczności Śląska w trudnych latach powojennych, otwarło nowe placówki: Biskupice, Bruczków oraz Gołkowice. W 1952 roku odebrano zgromadzeniu dom wrocławski. Siostry zamieszkały w klasztorze pozostawionym przez urszulanki. W 1954 roku władze komunistyczne internowały franciszkanki z Krzyżanowic, Luboszyc, Gosławic i Biskupic w Dębowej Łące w powiecie wąbrzeskim. Siostry przebywały w internowaniu przez dwa lata do grudnia 1956 roku. W 1957 roku zgromadzenie otwarło dwie nowe placówki w Otmęcie i Myślinie.
W latach 90. XX wieku franciszkanki podjęły starania o odzyskanie domu we Wrocławiu. Władze oddały dom w 1993 roku. Siostry otwarły w nim dom pomocy społecznej dla ponad 60 osób.
Zgromadzenie ma placówki w Polsce, Austrii i na Ukrainie. Dom generalny znajduje się w Krzyżanowicach.

## Charyzmat
W 1961 roku zmieniono nazwę zgromadzenia. Kongregacja Ubogich Sióstr Pielęgniarek III Zakonu św. Franciszka stała się Zgromadzeniem Sióstr Franciszkanek Maryi Nieustającej Pomocy. Głównym rysem charyzmatu jest opieka nad człowiekiem chorym, samotnym i opuszczonym na wzór Maryi, dostrzegającej ludzi potrzebujących pomocy. Szczególną czcią otacza się w zgromadzeniu Matkę Bożą Nieustającej Pomocy i św. Franciszka z Asyżu.
Zgromadzenie prowadzi domy pomocy społecznej. Siostry posługują w instytucjach Caritas jako pielęgniarki i pielęgniarki społeczne. Są też katechetkami. Wspólnota prowadzi przedszkole. Franciszkanki przy parafiach posługują jako zakrystianki, organistki oraz animatorki grup parafialnych.

## Domy zakonne
Zgromadzenie ma placówki w następujących miejscowościach:
- Krzyżanowice – dom generalny, dom formacji początkowej, dom pomocy społecznej dla dzieci, młodzieży i dorosłych niepełnosprawnych intelektualnie[6]
- Wrocław Grunwaldzka – dom pomocy społecznej dla kobiet[7]
- Wrocław Kasprowicza – dom emerytalny sióstr[8][9]
- Luboszyce – przedszkole, pomoc pielęgniarska[10]
- Olesno – posługa w parafii[11]
- Otmęt – posługa w parafii[12]
- Draganówka (na Ukrainie)[13]